# Monte Cassino (powieść)

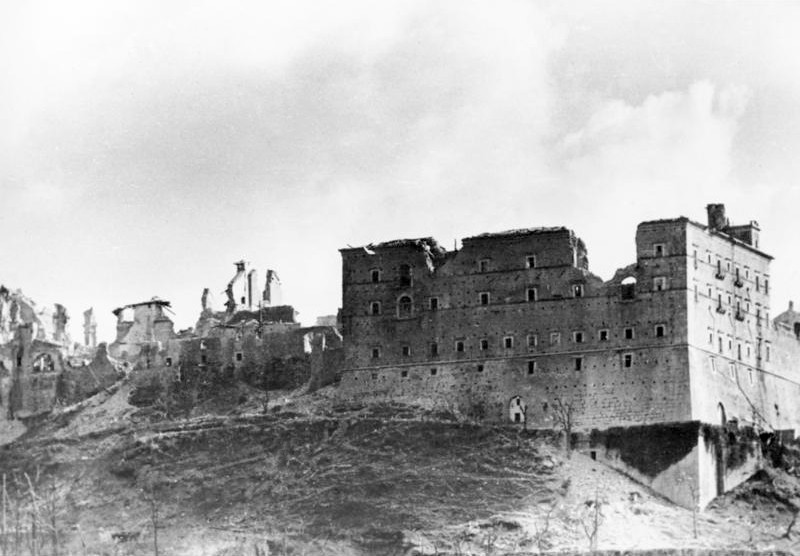
Klasztor po walkach

Monte Cassino (dun. Monte Cassino) – powieść wojenna duńskiego pisarza Svena Hassela z 1965. Polskie wydanie książki ukazało się w 2004 w tłumaczeniu Juliusza Wilczura-Garzteckiego.

## Treść
Jest szóstą częścią wojennej serii, opartej w dużym stopniu na osobistych przeżyciach autora z okresu służby na prawie wszystkich frontach II wojny światowej, w tym w jednostkach karnych Wehrmachtu. Bohaterami są członkowie 27. Pułku Pancernego (który w rzeczywistości nigdy nie istniał): Sven (autor, narrator wszystkich powieści Hassela), Joseph Porta (humorystyczny gawędziarz, pochodzący z Berlina), Wolfgang Creutzfeld - Mały (olbrzym z nadanym ironicznie przezwiskiem, hamburczyk), Willie Beier - Stary (doświadczony starszy sierżant), Alfred Kalb - Legionista (były żołnierz Legii Cudzoziemskiej), Julius Heide (doswiadczony żołnierz, zatwardziały nazista), Peter Blom - Barcelona (weteran wojny domowej w Hiszpanii) i inni. Ich losy autor przedstawił na różnych frontach II wojny światowej koncentrując się na brutalności i bezsensowności wojny oraz roli pojedynczego żołnierza w konflikcie. Najważniejszym wątkiem tej części są losy bohaterów podczas przełamywania przez aliantów tzw. linii Gustawa, przebiegającej w poprzek Półwyspu Apenińskiego, co miało miejsce w maju 1944. Same walki o Monte Cassino ukazane są w drugiej części powieści, zwłaszcza w jej końcowej fazie. Udział Polaków w walkach ukazany jest marginalnie. Powieść nie ustrzegła się pewnych przeinaczeń faktów historycznych, m.in. mowa jest o załamaniu się Brygady Karpackiej i ostatecznym zdobyciu klasztoru przez Gurkhów i Marokańczyków. Autor pisze także o znacznie przesadzonych liczbach dotyczących bombardowań alianckich, w tym o nalocie ponad tysiąca amerykańskich Latających Fortec B-17 z pogwałceniem neutralności przestrzeni powietrznej Szwajcarii. Barwny jest opis nie tylko okrutnych walk, ale także życia pozafrontowego, składającego się w dużej mierze z odwiedzin w domach publicznych na terenie Rzymu. Opisywane są też brawurowe akcje ratowania dzieł sztuki z klasztoru na Monte Cassino oraz stosunek niemieckich żołnierzy do papieża Piusa XII.